# 호멜 (기업)

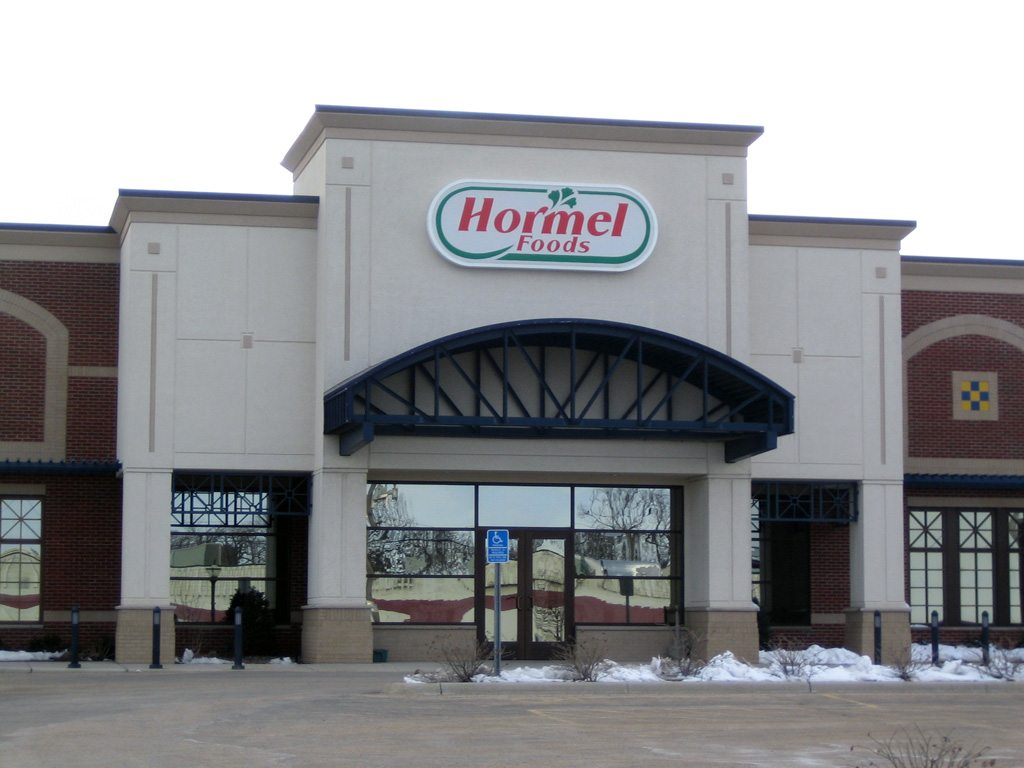

호멜(영어: Hormel)는 미국의 식품 기업이다. 스팸, 스키피가 주요 생산 품목으로 지정되어 있는 것으로 알려져 왔다. 한국에서 호멜은 다음과 같은 여러 에이전트와 판매 계약을 맺고 있습니다처럼 롯데, 크라운제과/해태제과식품, 매일유업, 삼립, 담터, 바스락, 와이엔씨, 미원 (조미료)/대상주식회사, 훼미리식품, 델토리, CJ제일제당, & 코스트코.